# Litsea parvifolia
Litsea parvifolia là loài thực vật có hoa trong họ Nguyệt quế. Loài này được (Hemsl.) Mez miêu tả khoa học đầu tiên năm 1889.